# Ctenophthalmus apertus
Ctenophthalmus apertus är en loppart som beskrevs av Jordan et Rothschild 1921. Ctenophthalmus apertus ingår i släktet Ctenophthalmus och familjen mullvadsloppor.

## Underarter
Arten delas in i följande underarter:
- C. a. apertus
- C. a. allani
- C. a. azevedoi
- C. a. gilcolladoi
- C. a. gosalbezi
- C. a. meylani
- C. a. personatus
- C. a. queirozi